# Mpanjaka viola
Mpanjaka viola är en fjärilsart som beskrevs av Butler 1879. Mpanjaka viola ingår i släktet Mpanjaka och familjen tofsspinnare. Inga underarter finns listade i Catalogue of Life.